# Kazakhstan aux Jeux paralympiques d'hiver de 2022
Le Kazakhstan doit participer aux Jeux paralympiques d'hiver de 2022 à Pékin en Chine du 4 au 13 mars 2022. Il s'agirait de sa huitième participation à des Jeux d'hiver.
Cinq skieurs sont retenus

## Médaillés
| Sport                   | Discipline            | Sportifs         | Performance   | Date   |
| Médailles de bronze : 1 |                       |                  |               |        |
| Biathlon                | Hommes 10 km - Debout | Alexandr Gerlits | 33 min 06 s 5 | 8 mars |

## Compétition

### Ski nordique
La délégation kazakhe est composée de six skieurs :
- Deux skieurs concourent en biathlon et en ski de fond :  Sergey Ussoltsev (LW12) en catégorie assis et Alexandr Gerlits (LW6) en catégorie debout
- Quatre skieurs sont plutôt spécialisés en ski de fond : Denis Petrenko (LW11), Yerbol Khamitov (LW12), Kairat Kanafin (B2) avec son guide Anton Zhdanovich et Yuriy Berezin (LW12)